# Venereum
Venereum (de la deessa Venus) era un element dels antics apartaments privats romans que es trobaven particularment a Pompeia. Originalment es va interpretar com un apartament o habitació especialitzat dedicat a activitats sexuals. Es va trobar un venereum a la casa de Júlia Fèlix i un altre a la casa de Sal·lusti, tots dos a Pompeia. En aquesta darrera casa, el venereum era un jardí amb diverses estances separades.
Una inscripció llatina a la casa de Júlia Félix informa que «a la finca de Júlia Félix... un venereum», entre altres coses, estava «en lloguer per un termini de cinc anys continuats, del primer al sisè de l'idus d'agost». Es conjectura que l'abreviatura que l'acompanya SQDLENC significa «Si quis domi lenocinium exerceat ne conducito» (Que ningú qui tingui un prostíbul ho soliciti).
El venereum de la casa de Sal·lusti incloïa una cambra de dormitori, un triclini i un larari.